# Ixtlilton
En la mitologia asteca Ixtlilton o Tlaltetecuin era un déu de la medicina i la curació, a qui se li feia un oratori de taules pintades, com a tabernacle, on hi havia la seva imatge. En aquest oratori o temple hi havia moltes gerres d'aigua, i totes estaven tapades amb taules; anomenaven aquesta aigua tlílatl, cosa que vol dir aigua negra. Quan algun nen s'emmalaltia, el portaven al temple o tabernacle del déu Ixtlilton, i obrien una de les gerres per donar-li a beure d'aquella aigua amb la qual es guaria; i quan algú volia fer la festa d'aquest déu, per la seva devoció portava la seva imatge a casa.
La seva imatge no era una pintura sinó un dels sàtrapes que vestia d'ornament d'aquest déu.